# (36593) 2000 QR133
2000 QR133 (asteroide 36593) é um asteroide da cintura principal. Possui uma excentricidade de 0.06892310 e uma inclinação de 5.70511º.
Este asteroide foi descoberto no dia 26 de agosto de 2000 por LINEAR em Socorro.